# 아르만도 이아누치
아르만도 조바니 이아누치(영어: Armando Giovanni Iannucci,  1963년 11월 28일~)는 스코틀랜드의 풍자가, 작가, 감독, 라디오 프로듀서이다.

## 작품 목록

### 영화
- Clinton: His Struggle with Dirt (단편, 1998)
- 튜브 테일 - 단편 "Mouth" (1999)
- 2004 더 스튜피드 버전
- 인 더 루프 (2009)
- 앨런 패트리지: 알파 파파 (2013)
- 스탈린이 죽었다! (2017)
- 더 퍼스널 히스토리 오브 데이비드 코퍼필드 (2019)